# 6500 Kodaira
6500 Kodaira este un asteroid care intersectează orbita planetei Marte.

## Descriere
6500 Kodaira este un asteroid care intersectează orbita planetei Marte. Asteroidul prezintă o orbită caracterizată de o semiaxă mare de 2,76 ua, o excentricitate de 0,42 și o înclinație de 29,3° în raport cu ecliptica.